# Ostren
Ostren là một xã trong quận Bulqizë thuộc hạt Dibër, Albania. Dân số năm 2005 là 4855 người.